# Histiopteris pilosa
Histiopteris pilosa là một loài dương xỉ trong họ Dennstaedtiaceae. Loài này được Holttum mô tả khoa học đầu tiên năm 1966.
Danh pháp khoa học của loài này chưa được làm sáng tỏ. 